# Сопки (Закарпатская область)
Со́пки (укр. Сопки) — село в Межгорской поселковой общине Хустского района Закарпатской области Украины.
Население по переписи 2001 года составляло 295 человек. Почтовый индекс — 90034. Телефонный код — 3146. Код КОАТУУ — 2122483203.